# Supska
Supska ist ein Vorort in der Gemeinde Ćuprija im serbischen Bezirk Pomoravlje. An der Volkszählung 2002 wurden 1434 Einwohner gezählt. Supska befindet sich auf einer Höhe von 120 Meter über der Adria.

## Bevölkerung
In Supska leben etwa 1151 volljährige Einwohner, das durchschnittliche Alter beträgt 42,2 Jahre (Bei Männern 40 beziehungsweise 44,3 Jahre bei Frauen). Es hat 402 Haushalte, die durchschnittliche Anzahl Mitglieder in einem Haushalt ist 3,57.
Supska ist weitgehend von Serbisch-orthodoxen Serben bevölkert. In den letzten drei Volkszählungen, wurde die Abnahme der Bevölkerung beobachtet.
| Bevölkerungsentwicklungen | Bevölkerungsentwicklungen | Bevölkerungsentwicklungen | Bevölkerungsentwicklungen |
| Jahr                      | Einwohner                 | Haushalte                 | Arbeiter                  |
| ------------------------- | ------------------------- | ------------------------- | ------------------------- |
| 1948                      | 1690                      | 307                       | ?                         |
| 1953                      | 1852                      | 358                       | ?                         |
| 1961                      | 1815                      | 399                       | ?                         |
| 1971                      | 1787                      | 425                       | ?                         |
| 1981                      | 1830                      | 448                       | ?                         |
| 1991                      | 1803                      | 442                       | ?                         |
| 2002                      | 1434                      | 402                       | 608                       |

| Herkunft/Abstammung        | Volkszählung 2002 |
| -------------------------- | ----------------- |
| Serben                     | 98,39 %           |
| Jugoslawen                 | 0,27 %            |
| Kroaten                    | 0,13 %            |
| Rumänen                    | 0,13 %            |
| Deutsche                   | 0,13 %            |
| Roma                       | 0,06 %            |
| Mazedonier                 | 0,06 %            |
| Walachen                   | 0,06 %            |
| ohne Zuordnung/ohne Angabe | 0,55 %            |